# 麥克丹尼爾 (印第安納州)
麥克丹尼爾（英語：McDaniel）是位於美國印第安納州摩根縣的一個非建制地區。該地的面積和人口皆未知。